# Éditions L'Arbre vengeur
 (août 2015).
Si vous disposez d'ouvrages ou d'articles de référence ou si vous connaissez des sites web de qualité traitant du thème abordé ici, merci de compléter l'article en donnant les références utiles à sa vérifiabilité et en les liant à la section « Notes et références ».
L'Arbre vengeur est une maison d'édition de littérature créée en 2003. Elle publie des auteurs contemporains français et étrangers, et des rééditions ou des inédits d'auteurs disparus.

## Présentation
Animée par Nicolas Étienne et David Vincent, L'Arbre vengeur publie entre quinze et vingt livres par an, dans le cadre de collections ou en dehors.
Les livres, le plus souvent au format 18 cm x 24 cm, sont parfois illustrés de dessins originaux d'artistes ou d'auteurs de bandes dessinées comme Alfred, François Ayroles, David Prudhomme, Vincent Vanoli, Hugues Micol, Jean-Michel Perrin, Vincent Sardon, Amandine Urruty, Joko, Frédéric Bézian ou Alban Caumont.
Diffusée et distribuée entre 2006 et 2016 par B.L.D.D. (Belles Lettres Diffusion Distribution), elle est, depuis 2017, diffusée et distribuée par Harmonia Mundi.
D'abord installée à Talence près de Bordeaux, L'Arbre vengeur a rejoint, en janvier 2015, la Fabrique Pola désormais installée quai de Brazza à Bordeaux Bastide,.

## Publications

### Collections
Elle dispose de sept collections en plus des livres édités hors collection :
- « L'Alambic » dirigée par Eric Dussert qui est destinée à accueillir des textes anciens ou nouveaux, souvent victimes d'un oubli notoire et qui a notamment remis en lumière Marc Stéphane, René Dalize, Léon Bonneff, Loys Masson, Jean Duperray, R.C. Sherriff, Alfred Franklin ou Leo Lipski.
- « Selva selvaggia » animée par Lise Chapuis, traductrice d'Antonio Tabucchi, Alberto Savinio, Rosa Matteucci, Giosuè Calaciura qui s'intéresse à la littérature italienne avec des rééditions et des traductions d'inédits parmi lesquels Francesco Permunian, Ernesto Franco ou Marco Lodoli.
- « Forêt invisible » animée par Robert Amutio, traducteur notamment de Roberto Bolaño, Horacio Castellanos Moya ou Daniel Sada et tournée vers les littératures hispaniques. On y trouve des œuvres de Mario Levrero, Alain-Paul Mallard, Lazaro Covadlo, Rafael Pinedo ou Diego Vecchio.
- « L'arbre à clous » est centrée sur la littérature belge francophone avec des redécouvertes comme Jean-François Elslander ou Camille Lemonnier.
- « L'Exhumérante » se consacre à l'exhumation de titres comiques du patrimoine littéraire, français et étranger : Jules Renard, Jean Richepin, Alphonse Allais, Tristan Bernard.
- « L'Arbuste véhément » est créé en 2018 et constitue la collection de poche de l'Arbre vengeur. Y sont publiés ses titres majeurs comme Mes amis d'Emmanuel Bove ou Une volupté nouvelle de Pierre Louÿs, mais également des titres jamais édités par la maison tels qu'Un Raskolnikoff d'Emmanuel Bove encore, ou Ibycus d'Alexeï Tolstoï, parus en 2019.
- « Inconnues » dédiée aux auteures méconnues ou oubliées, qui comporte deux titres : Madame 60 bis de Henriette Valet et Les séquestrés de Yanette Delétang-Tardif.

### Auteurs et succès
Parmi les auteurs les plus réputés de son catalogue, on remarque Éric Chevillard avec son journal annuel L'Autofictif, Marie NDiaye, auteure d'Y penser sans cesse, Bruce Bégout avec Sphex, Claro avec Dans la queue le venin, Mathieu Terence, Frédéric Roux, Thierry Laget ou Jean-Yves Cendrey. L'Arbre vengeur fait aussi le choix de rééditer des livres épuisés de grandes maisons d'édition françaises : ainsi paraît en 2010 Harengs frits au sang, de Jean Duperray, ancien titre de Gallimard et Grand Prix de l'humour noir en 1955.
Anatomie de l'amant de ma femme de Raphaël Rupert a obtenu le prix de Flore en 2018,.
Certains des plus importants succès du catalogue ressortissent au genre de l'anticipation ou fantastique : Quinzinzinzili de Régis Messac, L'œil du purgatoire de Jacques Spitz, Le manuscrit Hopkins de R.C. Sherriff, ou L'homme que les arbres aimaient d'Algernon Blackwood.
Parmi les meilleures ventes, des rééditions de classiques : Histoires désobligeantes de Léon Bloy (quatre éditions), Les 21 Jours d'un neurasthénique d'Octave Mirbeau, L'homme qui aimait les îles de D. H. Lawrence (passé en format poche dans la collection « L'Arbuste véhément »), Le Poète et les fous de G. K. Chesterton, Les Morts bizarres de Jean Richepin ; ou de livres singuliers : La Grande Vie de Jean-Pierre Martinet, Piotruś de Leo Lipski.

## Catalogue
D'après le site officiel de l'éditeur.

### 2003
- Pierre Louÿs, Une volupté nouvelle
- Paul-Jean Toulet, Touchante histoire de la jeune femme qui pleurait
- Jean-Yves Cendrey, Conférence alimentaire

### 2004
- Remy de Gourmont, Une nuit au Luxembourg
- Marc Petit, Le Premier Violon de Guarnerius
- Jules Renard, Le Mauvais Livre
- Jean-Marc Aubert, Argumentation de Linès-Fellow
- Italo Svevo, L'Assassinat de la Via Belpoggio

### 2005
- Léon Bloy, Histoires désobligeantes
- Jean Richepin, Les Morts bizarres
- Edmondo De Amicis, Vertiges de l'amour
- Jean-Luc Coudray, Le Professeur Bouc

### 2006
- Louis Chadourne, Le conquérant du dernier jour
- Jacques Audiberti, Talent
- Theodore Francis Powys, Le fruit défendu
- Marc Petit, La nuit du sorcier
- Jean-Marc Aubert, Aménagements successifs d'un jardin à C. en Bourgogne
- Odile Massé, La traversée des villes
- Géza Csàth, Le jardin du Mage
- Gabriele D'Annunzio, La Léda sans cygne

### 2007
- Jean-Pierre Martinet, La grande vie
- Loys Masson, Saint Alias
- Thomas Hardy, Métamorphoses
- David H. Keller, La chose dans la cave
- Julien Grandjean, Précipité
- Régis Messac, Quinzinzinzili
- Marco Lodoli, Boccacce
- Octave Mirbeau, Les mémoires de mon ami
- G. K. Chesterton, Le jardin enfumé

### 2008
- Arthur de Gobineau, Le mouchoir rouge
- Marc Stéphane, La cité des fous
- Marc Stéphane, Un drame affreux chez les tranquilles
- José de la Cuadra, Noir Équateur
- Pierre Louÿs, Une volupté nouvelle (2e édition)
- Erckmann-Chatrian, Le requiem du corbeau
- Erckmann-Chatrian, L'œil invisible
- Arsène Houssaye, Du danger de vivre en artiste quand on n'est que millionnaire
- Marie-Louise Audiberti, Stations obligées
- Eduardo Rebulla, Cartes du ciel
- Leo Lipski, Piotruś
- Jacques Spitz, L'œil du purgatoire
- Alfred Franklin, Les ruines de Paris en 4908

### 2009
- Lazaro Covadlo, Trous noirs
- Éric Chevillard, L'Autofictif
- Ernesto Franco, Histoire d'Usodimare
- Alain-Paul Mallard, Recels
- Bruce Bégout, Sphex
- Roger de Lafforest, Les figurants de la mort
- Catulle Mendès, Exigence de l'ombre
- Jean-Yves Cendrey, Le Japon comme ma poche
- Charles Dickens, Le voyageur sans commerce
- Henri Duvernois, L'homme qui s'est retrouvé
- Jean Richepin, Les Morts bizarres (2e édition)
- Géza Csàth, Dépendances
- Jean-Louis Bailly, Nouvelles impassibles
- R. C. Sherriff, Le Manuscrit Hopkins (coll. « L'Alambic », préface Eric Dussert)

### 2010
- Éric Chevillard, L'Autofictif voit une loutre
- Andrew Crumey, Pfitz
- Octave Mirbeau, Les 21 jours d'un neurasthénique
- Julien Grandjean, Les grandes manœuvres
- Maurice Fourré, La marraine du sel (préface Bruno Duval)
- Diego Vecchio, Microbes (coll. « Forêt invisible », traduction de l'espagnol (Argentine) par Robert Amutio)
- Marc Blanchet, L'ondine
- Jean Duperray, Harengs frits au sang (coll. « L'Alambic », préface Eric Dussert)
- Didier Pourquié, Les couilles de Dieu
- Paul-Jean Toulet, Touchante histoire de la jeune femme qui pleurait (2e édition)
- Jean-Louis Bailly, Vers la poussière
- Marc Wersinger, La chute dans le néant

### 2011
- Éric Chevillard, L'Autofictif père et fils
- Rafael Pinedo, Plop (coll. « Forêt invisible », traduction de D.Amutio, réédition Folio SF, n° 630, avril 2019)[13]
- Louis Timagène Houat, Les Marrons (coll. « L'Alambic », préface Eric Dussert)
- Alain Gnaedig, L'homme armé
- Marie NDiaye, Y penser sans cesse
- Algernon Blackwood, L'homme que les arbres aimaient (traduction de l'anglais par Jacques Parsons)
- Marc Petit, Le Nain Géant
- Arnould Galopin, Le bacille (préface de Thierry Gillybœuf)
- Christophe Langlois, Boire la tasse (Grand prix de l'imaginaire nouvelle francophone 2012)[14]
- Gilbert Keith Chesterton, Le poète et les fous (traduction de l'anglais par Catherine Delavallade)
- Theodor Rechetnikov, Ceux de Podlipnaïa (traduction du russe par Charles Neyroud, préface Frédéric Saenen)
- Jean-Luc Coudray, Lettres d'engueulade
- Gaston Chérau, Le monstre (coll. « L'Alambic », préface Eric Dussert)

### 2012
- Éric Chevillard, L'Autofictif prend un coach
- Aleksej Meshkov, Le chien Iodok (coll. « Selva selvaggia », traduction de l'italien par Lise Chapuis)
- Georges Kolebka, 92 comprimés
- Mario Levrero, J'en fais mon affaire (coll. « Forêt invisible », préface Diego Vecchio, traduction de l'espagnol (Uruguay) par Lise Chapuis)
- D. H. Lawrence, L'homme qui aimait les îles (traduction de l'anglais par Catherine Delavallade)
- André de Richaud, Échec à la concierge (coll. « L'Alambic », préface Eric Dussert)
- Roger Judrin, Dépouille d'un serpent (préface Alfred Eibel)
- Olivier Hervy, Agacement mécanique
- Jean-Pierre Ohl, Redrum (réédition Folio SF, n° 625, février 2019)[15]
- Marc Stéphane, Ceux du trimard (coll. « L'Alambic », préface Eric Dussert)
- Pierre Girard, Othon et les sirènes (préface Patrick Baud)
- Jean-Pierre Bours, Celui qui pourrissait
- Jacques Géraud, Motodrome
- Carlos Calderón Fajardo, La conscience de l'ultime limite (coll. « Forêt invisible », traduction de l'espagnol (Pérou) par Lise Chapuis)

### 2013
- Éric Chevillard, L'autoficitif croque un piment
- Henri Beugras, Le brouillard
- Arnaud Legrand, Sans-suite suivi de Rien
- Jean-Louis Bailly, Mathusalem sur le fil
- Leonard Merrick, L'homme qui comprenait les femmes (traduction de l'anglais par Jules Castier)
- Didier Barrière, Aux abords du fantastique (choix de textes) (centième publication de l'Arbre vengeur)
- René Dalize, Le club des neurasthéniques (coll. « L'Alambic », préface Eric Dussert)
- Jean-François Elslander, Le cadavre (coll. « L'Arbre à clous », préface Frédéric Saenen)
- Vsevolod Garchine, La fleur rouge
- Thierry Laget, Atlas des amours fugaces
- Thierry Laget, Provinces
- Diego Vecchio, Ours (coll. « Forêt invisible », traduction de l'espagnol (Argentine) par Stéphanie Decante)
- Han Ryner, L'Homme-fourmi (préface Natacha Vas-Deyres)
- Ange Bastiani, Le bréviaire du crime (Prix de l'Humour noir 1968, préface Florian Vigneron)

### 2014
- Éric Chevillard, L'Autofictif en vie sous les décombres
- Pierre Girard, Monsieur Stark (préface Thierry Laget)
- Didier da Silva, L'Ironie du sort
- Nathanael West, Un bon million ! (traduction de l'américain par Catherine Delavallade)
- Georges Kolebka, Acidulés
- Jean-Charles Rémy[16], L'Arborescence
- Théo Varlet, Le Roc d'Or (coll. « L'Alambic », préface Éric Dussert)
- Christophe Langlois, Finir en beauté
- Maurice Renard, L'Homme truqué
- Jean-Luc Coudray, Lettres d'engueulade (2e édition)
- Jean-Luc Coudray, Entre fous
- Guy Robert, Reconnus (préface Éric Chevillard)
- Léon Cladel, N'a-qu'un-œil (préface Éric Dussert)
- Frédéric Roux, Le Désir de guerre
- Rhoda Broughton, Rêves cruels (traduction de l'anglais par Patrick Reumaux)

### 2015
- Éric Chevillard, L'Autofictif au petit pois
- Francesco Permunian, La maison du soulagement mental (coll. « Selva selvaggia », traduction de l'italien par Lise Chapuis)
- Claro, Dans la queue le venin
- Patrice Delbourg, Un certain Blatte
- Léon Bonneff, Aubervilliers (coll. « L'Alambic », préface Eric Dussert)
- Pierre Girard, Charles dégoûté des beefsteaks (postface David Marsac)
- R.C. Sheriff, Le manuscrit Hopkins (2e édition)
- Jean-Louis Bailly, Une Grosse suivie d'Un petit geste commercial
- Camille Lemonnier, L'enfant du crapaud (coll. « L'Arbre à clous », préface Frédéric Saenen)
- Alain-Paul Mallard, Évocation de Matthias Stimmberg (coll. « Forêt invisible », traduction de l'espagnol (Mexique) par Florence Ollivier)
- Emmanuel Bove, Mes amis (préface Jean-Luc Bitton, Postface Jean-Philippe Dubois)
- Nelly Maurel, Les œuvres complètent
- Daniel Guebel, L'homme traqué (coll. « Forêt invisible », traduction de l'espagnol (Argentine) par D. Amutio)

### 2016
- Éric Chevillard, L'Autofictif doyen de l'humanité
- Rayas Richa, Les Jeunes Constellations
- Jules Renard, Le mauvais livre (2e édition, coll. L'Exhumérante)
- Olivier Hervy, En bataille
- Arnold Bennett, Enterré vivant (traduction de l'anglais par Jean Magdalen)
- Pierre Barrault, Tardigrade
- Frédéric Roux, Mal de père
- Willy von Beruf, La France comme ma poche (traduction théorique de l'allemand par Jean-Yves Cendrey)
- Jean Richepin, Les Morts bizarres (3e édition, coll. L'Exhumérante)
- Mathieu Terence, Filles de rêve
- Maurice Maindron, Saint-Cendre
- Michel Bernanos, La montagne morte de la vie suivi de Ils ont déchiré son image… (préface Juan Asensio)

### 2017
- Éric Chevillard, L'Autofictif à l'assaut des cartels
- Derek Marlowe, Mémoires d'un laquais de Vénus (traduction de l'anglais par Hortense Chabrier)
- André Dahl, Le soleil ne se leva pas (coll. « L'Exhumérante »)
- Michel Viegnes, La conjecture de Karinthy
- Emmanuel Bove, La Coalition
- Francis de Miomandre, Mon caméléon (coll. « L'Alambic », préface Eric Dussert)
- Algernon Blackwood, L'homme que les arbres aimaient (2e édition)
- Jean-Pierre Martinet, La grande vie (2e édition)
- Marie Berne, Le grand amour de la pieuvre
- Charles Dickens, Un conte de deux villes (traduction de l'anglais par Emmanuel Bove, préface Olivier Barrot)
- Maurice Renard, Un homme chez les microbes (coll. « L'Exhumérante », préface de Claro)
- Joël Roussiez, Anecdotes et joyeux propos biographiques du pirate Farfali et comment il arriva, pour finir, qu'il débandit
- Yanette Delétang-Tardif, Les Séquestrés (coll. « Inconnues », préface Mathieu Terence)

### 2018
- Michel Bernanos, L'Envers de l'éperon (préface Jean-François Merle)
- Éric Chevillard, L'Autofictif ultraconfidentiel
- Georges Langelaan, Nouvelles de l'Anti-Monde (préface Hubert Prolongeau)
- Jean-Yves Cendrey, La sexualité normande comme ma poche
- Didier da Silva, Toutes les pierres
- M.P. Shiel, Le nuage pourpre (préface Roger Dobson)
- Juan Rodolfo Wilcock, Le livre des monstres (coll. « Selva selvaggia », traduction de l'italien par Lise Chapuis, préface de Philippe Marczewski)
- Francis Carsac, Ce monde est nôtre (préface Natacha Vas-Deyres)
- Tristan Bernard, Le jeu de massacre (coll. « L'Exhumérante »)
- Emmanuel Bove, Mes amis (2e édition en format poche dans la coll. « L'Arbuste véhément » qui inaugure ici son premier titre)
- Léon Bonneff, Aubervilliers (2e édition, poche, coll. « L'Arbuste véhément » n° 2)
- Jean-Marc Aubert, Aménagements successifs d'un jardin à C., en Bourgogne, suivi de Argumentation de Linès-Fellow (2e édition, poche, coll. « L'Arbuste véhément » n° 3)
- Leo Lipski, Piotruś (2e édition, poche, coll. « L'Arbuste véhément » n° 4)
- Raphaël Rupert, Anatomie de l'amant de ma femme (Prix de Flore 2018)[17]
- Rennie Sparks, Plaies (traduction de l'américain par Jean-Yves Bart)
- François Caradec, Monsieur Tristecon, chef d'entreprise (coll. « L'Alambic », préface Eric Dussert)
- Jean-Yves Cendrey, La sexualité bordelaise comme ma poche
- Albert-Jean, Derrière l'abattoir, (coll. « L'Alambic », préface Eric Dussert)
- Henriette Valet, Madame 60 bis (coll. « Inconnues », préface François Ouellet)

### 2019
- Éric Chevillard, L'Autofictif et les trois mousquetaires
- Sammy Sapin, Faites comme si vous étiez mort
- Stanley G. Weinbaum, Aux limites de l'infini (traduction de l'américain par Catherine Delavallade)
- Pierre Louÿs, Une volupté nouvelle (3e édition, poche, coll. « L'Arbuste véhément » n° 5)
- Louis Timagène Houat, Les Marrons (2e édition, poche, coll. « L'Arbuste véhément » n° 6)
- Walter Campos de Carvalho, La lune vient d'Asie (traduction du Brésilien par Alice Raillard)
- Léon Bloy, Sueur de Sang (nouvelle jaquette)
- Henry Howarth Bashford, Augustus Carp par lui-même (nouvelle jaquette)
- Yves Letort, Le fort
- Géza Csáth, Opium (2e édition du titre Le jardin du Mage, poche, coll. « L'Arbuste véhément », n° 7)
- Alphonse Allais, En ribouldinguant ! (coll. « L'Exhumérante »)
- Julien Cridelause, Vu d'en bas
- Georges Bernanos, Monsieur Ouine (préface François Angelier)
- Emmanuel Bove, Un Raskolnikoff (poche, coll. « L'Arbuste véhément », n° 8)
- Alexeï Tolstoï, Ibycus, (traduction Paul Lequesne, poche, coll. « L'Arbuste véhément », n° 9)
- Serge Simon Held, La mort du fer (préface Juan Asensio)
- Charles Leroy, Le colonel Ramollot (préface Jean-Louis Bailly, coll. « L'Exhumérante »)
- Jacques Spitz, L'œil du purgatoire (préface Serge Lehman, poche, coll. « L'Arbuste véhément », n° 10)

### 2020
- Éric Chevillard, L'Autofictif incendie Notre-Dame
- Frédéric Roux, Comptés debout
- Frédéric Roux, Lève ton gauche !
- John Buchan, Ceux de Midwinter (traduction inédite d'Anne-Sylvie Homassel et préface Jean-Pierre Ohl)
- Octave Mirbeau, Vache tachetée et concombre fugitif
- Henri Duvernois, L'homme qui s'est retrouvé (coll. « L'Arbuste véhément », n° 11)
- George du Maurier, Peter Ibbetson (traduction revue et corrigée, coll. « L'Arbuste véhément », n° 12)
- Fabien Courtal, La société Lumière
- Pierre Girard, Don Juan et transports de bois (chroniques choisies et présentées par Thierry Laget)
- Gilbert Lascault, Petite tétralogie du fallacieux (coll. « L'Alambic »)
- Tiphaine Le Gall, Une ombre qui marche
- Luc-Michel Fouassier, Les pantoufles
- Victor Chklovski, Technique du métier d'écrivain (coll. « L'Arbuste véhément », n° 13)
- Remy de Gourmont, Une nuit au Luxembourg (coll. « L'Arbuste véhément », n° 14)
- Jean-Marc Aubert, Kurtz (coll. « L'Arbuste véhément », n° 15)
- Francis Carsac, Pour patrie l'espace
- Rodney Hall, Secrets barbares
- Marc Stéphane, La cité des fous (nouvelle édition, préface Éric Dussert, coll. « L'Alambic »)
- G. K. Chesterton, L'homme qu'on appelait Jeudi (traduction de Marie Berne)

### 2021
- Michel Bernanos, Le Murmure des Dieux (première partie du cycle fantastique La Montagne morte de la vie)
- Éric Chevillard, L'autofictif repousse du pied un blaireau mort
- Éric Chevillard, Sine die
- Christophe Langlois, Boire la tasse (coll. « L'Arbuste véhément », n° 16)
- Jerome K. Jerome, Eux et moi (coll. « L'Arbuste véhément », n° 17)
- Gilles Verdet, Nom de noms
- O. Henry, Les hypothèses de l'échec (nouvelles traduites par Michèle Valencia, coll. « L'Exhumérante »)
- Loys Masson, Les Tortues (préface Eric Dussert, coll. "L'Alambic")
- Octave Mirbeau, Les 21 jours d'un neurasthénique (préface Serge Sanchez, coll. "L'Exhumérante", 2e édition)
- Reinhard Lettau, Invitation à des orages d'été
- D. H. Lawrence, L'homme qui aimait les îles, (coll. "L'Arbuste véhément", n° 18)
- Jean-Louis Bailly, Les mains propres
- Jerry Sohl, L'aiguille de Costigan
- François Appas, Le mouton tarbais, cet inconnu
- Arnaud Maïsetti, Saint-Juste & des poussières
- Henri Decoin, Quinze rounds, Histoire d'un combat (préface Didier Decoin, postface Thomas Bauer)
- Franz Bartelt, Of course
- Emmanuel Bove, Un célibataire (préface Didier Da Silva, coll. "L'Arbuste véhément", n° 19)
- Bruce Bégout, Sphex (coll. "L'Arbuste véhément", n° 20)
- Serge Lehman, Maîtres du vertige, Six récits de l'âge d'or, anthologie (illustrations de Greg Vezon)
- Murilo Rubião, L'ex-magicien de la taverne du Minho (traduit du brésilien par Dominique Nédellec)
- Johan Daisne, Un soir, un train (texte liminaire de Jean-Philippe Toussaint, coll. "Domaine du songe")
- Francis de Miomandre, Direction étoile (préface de Bernard Quiriny)
- John Buchan, Salut aux aventuriers (coll. "L'Arbuste véhément", n° 21)
- Jean-Luc Coudray, Lettres d'engueulade (illustrations d'Alban Caumont)